# Willibald Sauerländer
Pour les articles homonymes, voir Sauerländer.
Willibald Sauerländer, né en 1924 à Bad Waldsee (État libre populaire de Wurtemberg) et mort le 18 avril 2018 à Munich , est un historien de l'art allemand.

## Biographie
Willibald Sauerländer est né en 1924 à Bad Waldsee, où son père, qui est aussi artiste postimpressionniste, dirige une petite entreprise de tapisserie. Il découvre l’art français pendant la Seconde Guerre mondiale, alors qu’il est prisonnier de guerre en France. De retour en Allemagne, il s’oriente vers ce sujet d’étude et entre en 1946 à l’université de Munich, où il entame ensuite sous la direction de Hans Jantzen une thèse d’histoire de l’art sur la sculpture des portails gothiques français,. Pendant ses travaux de recherche, il se rend fréquemment à Paris, où il rencontre et se noue d’amitié avec les historiens de l’art Louis Grodecki et André Chastel.
Après avoir obtenu son doctorat en 1953, il est assistant d’allemand au lycée Charlemagne à partir de 1954, puis enseigne à Paris entre 1959 et 1961. À l’invitation de Panofsky, il donne des cours à l’Institute for Advanced Study de Princeton en 1961. À son retour il enseigne à l’université de Marbourg, avant de devenir professeur à l’université de Fribourg-en-Brisgau en 1962. Il est en outre professeur invité à l’Institute of Fine Arts de New-York de 1963 à 1965 et de 1969 à 1970. En 1970, il est nommé directeur du Zentralinstitut für Kunstgeschichte de Munich, où il reste jusqu’à sa retraite en 1989. Pendant cette période, il est également en parallèle professeur invité dans de nombreuses universités et institutions en France et aux États-Unis, notamment au Collège de France, à l’université Harvard et à celle de Berkeley.
Après sa retraite, il continue de publier des articles scientifiques, mais exerce également comme critique d’art et journaliste spécialisé pour le Süddeutsche Zeitung et The New York Review of Books. En 2011, il est choisi par la ville de Reims pour présenter la cathédrale à l’occasion du 800e anniversaire de sa fondation. Affaibli par la maladie de Parkinson, Willibald Sauerländer meurt à Munich 18 avril 2018.

## Publications (sélection)

### En français

#### Ouvrages et catalogues
- Les modèles de la Renaissance macédonnienne dans la sculpture de Paris et d’Amiens au début du XIIIe siècle, in Actes du XIXe Congrès international d'histoire de l’art, Paris, 1959, pp. 125–133.
- Cathédrales, Art de France, vol. 3, 1963, pp. 210–219.
- Tombeaux chartrains du premier quart du XIIIe siècle, L'Information d'histoire de l'art, vol. 9, 1964, pp. 47–60.
- La cathédrale et la révolution, Conférences plénières, 1990, pp. 67–106.
- Strasbourg, cathédrale: Le bras sud du transept, architecture et sculpture, in Session du Congrès Archéologique de France, Société Française d’Archéologie, Paris, vol. 162, 2004, pp. 171–184.
- Essai sur les visages des bustes de Houdon, Paris, 2005.
- Architecture gothique et mise en scène des reliques : l'exemple de la Sainte-Chapelle, in Christine Hediger, éd., La Sainte-Chapelle de Paris, Turnhout, 2007, pp. 113–136
- Paysage de Poussin: Les limites de l’interprétation iconologique, Studiolo, vol. 6, 2008, pp. 191–232.
- Reims, la reine des cathédrales. Cité céleste et lieu de mémoire, Paris, 2018

#### Articles
- « Entre le roman et le gothique : style de transition, Alternativgotik et « style 1200 » », Perspective, 4 | 2008, 756-761 [mis en ligne le 11 avril 2018, consulté le 07 février 2022. URL : http://journals.openedition.org/perspective/2715 ; DOI : https://doi.org/10.4000/perspective.2715].
- Avec Pierre-Yves Le Pogam, Michael F. Zimmermann, Olivier Bonfait et Marion Boudon-Machuel, « « L’œil écoute » », Perspective, 2 | 2010, 285-300 [mis en ligne le 13 août 2013, consulté le 07 février 2022. URL : http://journals.openedition.org/perspective/1193 ; DOI : https://doi.org/10.4000/perspective.1193].

### En anglais
- Sens and York: An Inquiry into the Sculptures from St. Mary’s Abbey in the Yorkshire Museum, The Journal of the British Archaeological Association, vol. 22, 1959, pp. 53–69.
- Sculpture on Early Gothic Churches: The State of Research and Open Questions, Gesta, vol. 9, n° 2, 1970, pp. 32–48.
- Gothic Sculpture in France: 1140-1270, New York, Abrams, 1971.
- Architecture and the Figurative Arts: The North, in Robert L. Benson and Giles Constable, éd., Renaissance and Renewal in the Twelfth Century. Oxford, 1982, pp. 671–710.
- From 'Stilus' to Style: Reflection on the Fate of a Notion, Art History, vol. 6, 1983, 253-270.
- Style or Transition? The Fallacies of Classification Discussed in the Light of German Architecture 1190 - 1260, Architectural History, vol. 30, 1987, pp. 1–29.
- Medieval Paris, Center of European Taste: Fame and Realities, in George Mauner, éd., Paris, Abington, 1988, pp. 12–45.
- Gothic Art Reconsidered: New Aspects and Open Questions, in Elizabeth C. Parker, éd., The Cloisters, The Metropolitan Museum of Art, New York, 1992, pp. 26–40.
- Romanesque Sculpture in its Architectural Context, in Deborah Kahn, éd., The Romanesque Frieze and its Spectator, Londres, 1992, pp. 17–44.
- Integration: a closed or open proposal?, in Virginia Chieffo Raguin and Kathryn Brush, éd., Artistic Integration in Gothic Buildings, Toronto, 1995, pp. 1–18.
- Struggling with a deconstructed Panofsky, in Irving Lavin, éd., Meaning in the Visual Arts, Princeton (New Jersey), 1995, pp. 385–396.
- Cathedrals and Sculpture, 2 volumes, Londres, Pindar Press, 1999-2000.
- Romanesque Art: Problems and Monuments, Londres, Pindar Press, 2004.
- The Fate of the Face in Medieval Art, in Charles T. Little, éd., Set in Stone, Metropolitan Museum of Art, New York, 2006, pp. 3–17.
- Romanesque Art 2000: A Worn Out Notion?, in Colum Hourihane, éd., Romanesque Art and Thought in the Twelfth Century, Princeton (New Jersey), 2008, pp. 40–56.

### En italien
- La cultura figurativa emiliana in età romanica, in Nicholaus e l’arte del suo tempo, vol. 1, 1985, pp. 51–92.
- Dal gotico europeo in Italia al gotico italiano in Europa, in Valentino Pace and Martina Bagnoli, éd., Il Gotico europeo in Italia, Naples, 1994, pp. 8–21.
- Benedetto Antelami: Per un bilancio critico, in Albert Dietl et Chiara Frugoni, éd., Benedetto Antelami e il Battistero di Parma, Turin, 1995, pp. 3–69.

### En allemand
- Das gotische Figurenportal in Frankreich: Studien zur Geschichte der französischen Portalskulptur von Chartres West bis zum Reimser Josephsmeister. (Thèse doctorale). Munich, 1953.
- Die Kathedrale von Chartres. Stuttgart: Günther, 1954.
- Die Jahreszeiten: Ein Beitrag zur allegorischen Landschaft beim späten Poussin. In: Münchner Jahrbuch der bildenden Kunst, Bd. 7, 1956, pp. 169–184.
- Skulpturen des 12. Jahrhunderts in Chalons-sur-Marne, Zeitschrift für Kunstgeschichte 25, 1962, pp. 97–124.

## Récompenses et distinctions (sélection)
- Perfezionato d’Honore Scuola, Pisa
- Membre de British Academy (1991)
- Membre de l'Académie des inscriptions et belles-lettres (1998)
- Grand Prix de la Société française d’archéologie (2007)